# Desa Bantarjaya (administrativ by i Indonesien, lat -6,21, long 107,27)
Desa Bantarjaya är en administrativ by i Indonesien.   Den ligger i provinsen Jawa Barat, i den västra delen av landet, 50 km öster om huvudstaden Jakarta.